# Giovanni di Novgorod
Giovanni di Novgorod, o anche Ilija di Novgorod (in russo: Иоанн Новгородский; Velikij Novgorod, ... – Velikij Novgorod, 7 settembre 1186), fu il primo arcivescovo di Novgorod la Grande e Pskov tra il 1163 e il 1186. Conosciuto per le sue capacità taumaturgiche, è venerato come santo dalla Chiesa ortodossa russa.

## Biografia

### La vita monastica e la nomina ad arcivescovo
Il futuro arcivescovo nacque a Novgorod dall'unione tra un sacerdote di nome Nicola (Николай) e la moglie Cristina (Христина). Fu battezzato Giovanni (Иоанн) ed ebbe un fratello di nome Gabriele (Гаврил). Dopo la morte dei genitori, i due fratelli decisero di costruire un piccolo monastero dedicato all'Annunciazione. Inizialmente l'edificio fu costruito in legno, tuttavia, poi i fratelli decisero di rifondarlo in pietra. La tradizione narra che quando essi esaurirono i loro fondi, gli apparve in sogno la Theotókos promettendogli che tutto il necessario per terminare la costruzione sarebbe stato fornito. Il giorno dopo due sacchi d'oro sarebbero stati trovati su un cavallo comparso misteriosamente.
Dopo aver terminato la costruzione, i due fratelli intrapresero la vita monastica. Giovanni prese i voti cambiando il proprio nome in Elia (Илия), mentre il fratello acquisì il nome di Gregorio (Григорий). Dopo essere stato sacerdote della Chiesa di San Biagio, nel 1163 Giovanni fu eletto vescovo della città di Novgorod con il proprio nome di battesimo e, appena due anni dopo, divenne arcivescovo su nomina del metropolita di Kiev. Dal momento che vi era stato un vescovo di nome Giovanni prima di lui, egli divenne noto come Giovanni II. Fu il primo prelato ad assumere il titolo di arcivescovo di Novgorod la Grande e Pskov.

### La Battaglia tra Novgorod e Suzdal'
Il periodo in cui Giovanni fu a capo del clero di Novgorod venne contrassegnato da frequenti guerre. In particolare, fu la Battaglia tra Novgorod e Suzdal' a mettere la città in serio pericolo. Nel novembre 1169, mentre Novgorod era sotto assedio, Giovanni ordinò che l'icona della Vergine Orante conservata all'interno della Chiesa della Trasfigurazione venisse portata in processione lungo l'area orientale della città, di fronte al ponte che attraversava il fiume Volchov ed, infine, esposta nella Cattedrale di Santa Sofia, all'interno del Cremlino cittadino. Secondo la leggenda, una freccia trafisse l'immagine, e la Vergine si rivolse verso la città, versando lacrime. Queste lacrime caddero sulla veste di Giovanni, che gridò: « Oh, meraviglioso miracolo! Come possono da un legno secco cadere lacrime? Regina! Tu con questo ci dai il segno che stai pregando davanti al Tuo Figlio per la salvezza della città ». Le memorie hanno continuato a tramandare la credenza che l'intercessione della Madonna, unita a quella di San Giorgio e dei Santi Boris e Gleb, abbia consentito ai cittadini di Novgorod di resistere all'avanzata dell'esercito del Principato di Vladimir-Suzdal'. Negli anni seguenti, Giovanni si impegnò nel tentativo di mettere fine alle lotte intestine tra russi. Nel 1172 si recò a Vladimir per riconciliare il principe Andrea Bogoljubskij con i cittadini di Novgorod.

### IlGrande Schemae la morte
Giovanni è ricordato per il suo incessante impegno di evangelizzazione. Egli scrisse vari documenti recanti istruzioni circa il battesimo e l'eucaristia, di cui una trentina sono stati conservati. Visse la propria vita monastica col nome di Elia, tuttavia quando sentì la morte vicina rinunciò al proprio omoforio e ricevette la consacrazione del Grande Schema (il grado monastico più alto ed ascetico) con lo stesso nome di battesimo, Giovanni. Il 7 settembre 1186, dopo la nomina di suo fratello Gregorio come suo successore, Giovanni morì. Fu seppellito nella Cattedrale di Santa Sofia e canonizzato nel 1547, durante un Sobor svoltosi a Mosca. Le sue reliquie furono profanate il 3 aprile 1919, nel corso di una campagna anticristiana dei bolscevichi. Dal 1990 si trovano in un nuovo sarcofago. Viene ricordato il 7 settembre.